# 石门站 (河北省)
石门站位于河北省秦皇岛市卢龙县石门镇，建于1892年。现为四等站。客运办理旅客乘降，行李、包裹托运；货运办理整车、零担货物发到，不办理危险货物发到。